# Handebol nos Jogos Olímpicos de Verão da Juventude de 2010 - Masculino
O torneio masculino de handebol nos Jogos Olímpicos de Verão da Juventude de 2010  ocorreu entre 20 e 25 de agosto no salão 602 do Centro Internacional de Convenções e Exposições Suntec Singapura. Seis equipes participaram do evento, qualificadas através de torneios continentais.

## Medalhistas
|  | EGY Egito |  | KOR Coreia do Sul |  | FRA França |
|  | Alley Mohsen Mostafa Khalil Karim Abdelrhim Ahmed Ibrahim Aly Agamy Mostafa Bechir Kareem Elmenshawy Mostafa Awadalla Mohamed Maher Abdelrahman Shatta Abdelrahman Aly Ahmed Elwan Omar Elmaarry Mohamed Aly |  | Kim Ming-Yu Lee Jeong-Hwa Lim Seung-Hoon Choi Hyeon-Keun Yoo Sung-Kyoung Ha Min-Ho Lee Han-Sol Yoo Hyun-Ki Lee Hyeon-Sik Choi Hi-Min Park Hyung-Geon Oh Sang-Hwan Hwang Do-Yeop Jang In-Sung |  | Mathieu Merceron Theophile Causse Adrien Ballet-Kebengue Jordan Bonilauri Julian Emonet O'Brian Nyateu Hugo Descat Bryan Jabea Njo Laurent Lagier Pitre Theo Derot Benjamin Bataille Timothey N'guessan Antoine Gutfreund Kevin Rondel |

## Formato
As seis equipes foram divididas em dois grupos de três equipes, onde cada uma realizou dois jogos dentro do seu respectivo grupo. As duas primeiras colocadas de cada grupo classificaram-se as semifinais e as últimas para a disputa do quinto lugar. Nas semifinais, os vencedores disputaram a final e os perdedores a medalha de bronze.

## Resultados

### Preliminares
|  | Equipes classificadas às semifinais |

#### Grupo A
| Equipe            | P | J | V | E | D | GP  | GC  | SG   |
| ----------------- | - | - | - | - | - | --- | --- | ---- |
| FRA França        | 4 | 2 | 2 | 0 | 0 | 97  | 40  | +57  |
| KOR Coreia do Sul | 2 | 2 | 1 | 0 | 1 | 106 | 43  | +63  |
| COK Ilhas Cook    | 0 | 2 | 0 | 0 | 2 | 8   | 128 | -120 |

Todas as partidas seguem o horário da Singapura (UTC+8)
| 20 de agosto | Ilhas Cook COK  | 4 – 58           | FRA França             | Centro Internacional de Convenções, Singapura |
| 18:30        | Cruz Robati (2) | (2–33) Relatório | Benjamin Bataille (13) | Árbitro: TUN S. Krichene e S. Makhlouf        |

| 21 de agosto | Coreia do Sul KOR | 70 – 4           | COK Ilhas Cook    | Centro Internacional de Convenções, Singapura |
| 18:30        | Jang In-Sung (12) | (33–1) Relatório | Peter Kermode (2) | Árbitro: BRA D. da Costa e H. da Costa        |

| 22 de agosto | França FRA      | 39 – 36           | KOR Coreia do Sul  | Centro Internacional de Convenções, Singapura |
| 18:30        | Hugo Descat (8) | (18–17) Relatório | Lee Hyeon-Sik (16) | Árbitro: GER L. Schaller e S. Wutzler         |

#### Grupo B
| Equipe        | P | J | V | E | D | GP | GC  | SG  |
| ------------- | - | - | - | - | - | -- | --- | --- |
| BRA Brasil    | 3 | 2 | 1 | 1 | 0 | 84 | 38  | +46 |
| EGY Egito     | 3 | 2 | 1 | 1 | 0 | 81 | 38  | +43 |
| SIN Singapura | 0 | 2 | 0 | 0 | 2 | 14 | 103 | -89 |

| 20 de agosto | Singapura SIN   | 7 – 50           | EGY Egito            | Centro Internacional de Convenções, Singapura |
| 20:15        | Jing Li Koh (3) | (2–21) Relatório | Karim Abdelrhim (10) | Árbitro: JPN K. Hizaki e T. Ikebuchi          |

| 21 de agosto | Brasil BRA     | 53 – 7           | SIN Singapura         | Centro Internacional de Convenções, Singapura |
| 20:15        | Daniel Luz (9) | (22–3) Relatório | Ze Jun Wilmer Tay (3) | Árbitro: ISL J. Eliasson e I. Gudjonsson      |

| 22 de agosto | Egito EGY           | 31 – 31           | BRA Brasil          | Centro Internacional de Convenções, Singapura |
| 20:15        | Karim Abdelrhim (9) | (18–17) Relatório | Fernando Dutra (10) | Árbitro: FRA C. Bonaventura e J. Bonaventura  |

### Fase final
|  | Semifinais           | Semifinais           |    |                      | Final                | Final |  |
|  |                      |                      |    |                      |                      |       |  |
|  | 24 de agosto – 18:00 |                      |    |                      |                      |       |  |
|  | FRA França           | 21                   |    |                      |                      |       |  |
|  | EGY Egito            | 22                   |    |                      |                      |       |  |
|  |                      |                      |    |                      |                      |       |  |
|  |                      |                      |    |                      | 25 de agosto – 20:00 |       |  |
|  |                      |                      |    |                      | EGY Egito            | 35    |  |
|  |                      | KOR Coreia do Sul    | 25 |                      |                      |       |  |
|  |                      |                      |    |                      |                      |       |  |
|  |                      |                      |    |                      |                      |       |  |
|  |                      |                      |    |                      | 3º lugar             |       |  |
|  | 24 de agosto – 20:00 | 24 de agosto – 20:00 |    | 25 de agosto – 15:00 | 25 de agosto – 15:00 |       |  |
|  | BRA Brasil           | 22                   |    | FRA França           | 40                   |       |  |
|  | KOR Coreia do Sul    | 27                   |    |                      | BRA Brasil           | 27    |  |

#### Semifinal
| 24 de agosto | França FRA      | 21 – 22           | EGY Egito          | Centro Internacional de Convenções, Singapura |
| 18:00        | Hugo Descat (6) | (11–12) Relatório | Mostafa Bechir (5) | Árbitro: BRA D. da Costa e H. da Costa        |

| 24 de agosto | Coreia do Sul KOR | 27 – 22           | BRA Brasil         | Centro Internacional de Convenções, Singapura |
| 20:00        | Lee Hyeon-Sik (8) | (13–10) Relatório | Arthur Malburg (9) | Árbitro: TUN S. Krichene e S. Makhlouf        |

#### Disputa pelo 5º lugar
Primeiro jogo
| 23 de agosto | Ilhas Cook COK   | 20 – 27           | SIN Singapura                  | Centro Internacional de Convenções, Singapura |
| 20:00        | Tapi Mataora (6) | (10–15) Relatório | Arun Vinoth Perumal Pillay (8) | Árbitro: GER L. Schaller e S. Wutzler         |

Segundo jogo
| 24 de agosto | Singapura SIN   | 32 – 18          | COK Ilhas Cook                                   | Centro Internacional de Convenções, Singapura |
| 15:00        | Jing Li Koh (8) | (17–8) Relatório | Neilsen Kamana, Mana Ngaau, Gerald Piho (4 cada) | Árbitro: JPN K. Hizaki e T. Ikebuchi          |

#### Disputa pelo bronze
| 25 de agosto | França FRA     | 40 – 27           | BRA Brasil         | Centro Internacional de Convenções, Singapura |
| 15:00        | Theo Derot (9) | (23–12) Relatório | Arthur Malburg (7) | Árbitro: GER L. Schaller e S. Wutzler         |

#### Final
| 25 de agosto | Egito EGY         | 35 – 25           | KOR Coreia do Sul  | Centro Internacional de Convenções, Singapura |
| 20:00        | Alley Mohsen (15) | (13–13) Relatório | Lee Hyeon-Sik (11) | Árbitro: FRA C. Bonaventura e J. Bonaventura  |

## Classificação final
| Pos.              | Equipe            |
| ----------------- | ----------------- |
| Medalha de ouro   | EGY Egito         |
| Medalha de prata  | KOR Coreia do Sul |
| Medalha de bronze | FRA França        |
| 4                 | BRA Brasil        |
| 5                 | SIN Singapura     |
| 6                 | COK Ilhas Cook    |